# Micromyrtus acuta
Micromyrtus acuta är en myrtenväxtart som beskrevs av Barbara Lynette Rye. Micromyrtus acuta ingår i släktet Micromyrtus och familjen myrtenväxter. Inga underarter finns listade i Catalogue of Life.